# Ana Bertha Espín
Ana Bertha Espín  (Tehuixtla, Morelos, Mexikó, 1958. október 13. –) mexikói színésznő.

## Élete és pályafutása
1958. október 13-án született Tehuixtlában. 1981-ben szerepet kapott a Soledad1 című telenovellában. 2003-ban az Amor realban Prudencia Curielt alakította. 2004-ben szerepet kapott a Rubí, az elbűvölő szörnyeteg című telenovellában.

## Filmográfia

### Telenovellák
- Ana három arca (Tres veces Ana) (2016) Remedios Garcia
- Que te perdone Dios (2015) Constanza del Ángel de Flores
- Szerelem zálogba (Lo que la vida me robó) (2013) Rosario Domínguez
- Megkövült szívek (La que no podía amar) (2011-2012)  Rosaura Flores Nava
- Riválisok (Soy tu dueña) (2010-2011)  Enriqueta Bermúdez de Macotela
- Camaleones (2009-2010)   Guadalupe "Lupita" Ramírez Vda. de Morán
- Candy (Las tontas no van al cielo) (2008) Gregoria Alcalde Vda. de Morales
- Recuérdame (2007) Alicia Darien Vda. de Irazaga
- Código postal (2006-2007)  Jessica Mendoza de Gonzalez de la Vega de Zubieta
- Rubí, az elbűvölő szörnyeteg (Rubí) (2004)  Elisa Duarte de La Fuente
- Tiszta szívvel (2003)   Prudencia Curiel Vda. de Alonso
- Sin pecado concebido (2001)  Flor Gutiérrez de Martorel
- Tres mujeres (1999)   Lucía Sanchez
- María Emilia, querida (1999)  Yolanda González de Aguirre
- Leonela, muriendo de amor (1997)  Estela Mirabal de Ferrari
- Pueblo chico, infierno grande (1997)  Rutilia Cumbios
- Canción de amor (1996)   Juana
- Morelia (1995)  Magdalena Ríos Vda. de Solórzano
- Más allá del puente (1994)  Rosaura Reséndiz
- Clarisa (1993)
- Mi segunda madre (1989)   Amelia
- Quinceañera (1987)  Estela
- Pobre señorita Limantour (1987)
- Cuna de lobos (1986)  Mayra
- Leona Vicario (1982)  Adela Camacho
- Soledad (1981) Pilar

## Díjak és jelölések
TVyNovelas-díj
| Év   | Kategória                  | Telenovella      | Eredmény |
| ---- | -------------------------- | ---------------- | -------- |
| 2004 | Legjobb női mellékszereplő | Amor real        | Elnyerte |
| 2009 | Legjobb senior színésznő   | Candy            | Jelölve  |
| 2012 | Legjobb senior színésznő   | Megkövült szívek | Jelölve  |